# Reddi
Reddi és un grup de música suecodanès.
Va ser fundat el 2022 per part d'Ihan Haydar i el productor musical danès Lars Pedersen, també conegut com a Chief1. Haydar va tocar la bateria anteriorment en el grup danès L.I.G.A.. També va participar en el Festival de la Cançó d'Eurovisió 2012 quan Soluna Samay va representar Dinamarca amb la cançó «Should've Known Better». El grup fa música inspirada en el punk dels anys setanta i el rock dels anys vuitanta. També s'inspira artistes més recents com Pink, Katy Perry i Green Day.
El 5 de març del 2022 Reddi va guanyar el Melodi Grand Prix, la preselecció danesa pel Festival de la Cançó d'Eurovisió. Representarà Dinamarca amb la cançó «The Show» en el Festival de la Cançó d'Eurovisió 2022, que se celebrarà a la ciutat italiana de Torí.

## Components
- Mathilde "Siggy" Savery (de Dinamarca) – veu, guitarra
- Agnes Roslund (de Suècia) – guitarra
- Ida Bergkvist (de Suècia) – baix elèctric
- Ihan Haydar (de Dinamarca) – bateria